# 高山城 (飛騨国)

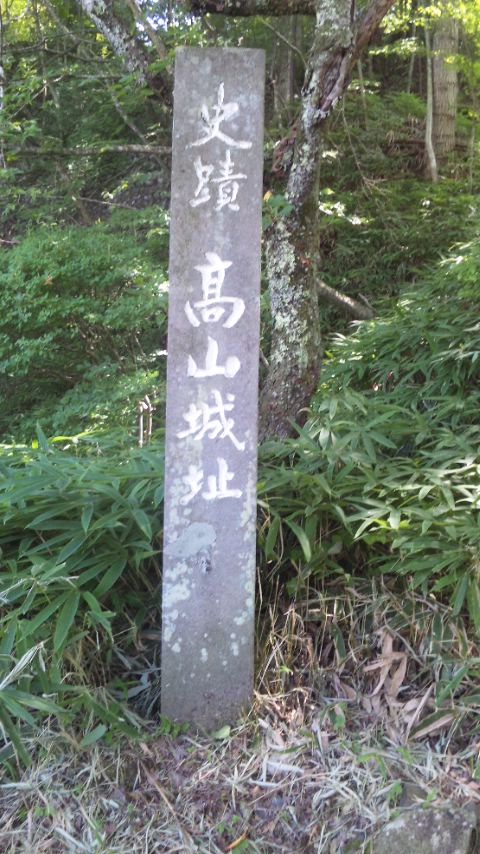
高山城石碑

高山城（たかやまじょう）は、飛騨国大野郡高山（岐阜県高山市）にあった戦国時代から江戸時代前期の日本の城。岐阜県指定史跡。

## 構造
標高686.6mの城山（臥牛山、巴山ともいう）に築城された平山城で、曲輪、堀、石垣、土塁などの遺構が残る。望楼型2重3階の非実戦的な天守を持つ御殿風の古い城郭形式は、織田信長が築城した安土城の影響を受けたものと見られている。

## 歴史
- 室町時代、文安年間
飛騨守護・京極氏の被官、多賀出雲守徳言が天神山城（多賀山城）を築城。
- 永正年間
高山外記が山頂部に天神山城を築城。付近を高山と呼ぶようになったというが異説もある。
- 戦国時代
三木自綱が高山へ進出、飛騨を平定、松倉城を築城した。越中の佐々成政と同盟し、豊臣秀吉に対抗したことから、1585年（天正13年）豊臣秀吉の命を受けた越前大野城主金森長近が三木氏を攻め、飛騨を制圧し、飛騨3万3千石の領主となる。当初、長近は鍋山城を居城としたが、1588年（天正16年）天神山城跡を利用して高山城を築城。1600年（慶長5年）までに本丸・二の丸を完成させ、その3年後までには三の丸が整備された。築城と同時に城下町の整備も進められ、高台に家臣屋敷を建設し、下段の三町を町人の町とした。そして京都に倣って東山に寺院を集めた。
- 1692年（元禄5年）
金森頼旹の出羽国上山藩への国替えにより、高山城は加賀藩主前田綱紀が預かった。
- 1695年（元禄8年）
幕府領となったため、幕命により高山城は前田綱紀により破却される。

現在は、岐阜県高山市空町城山公園。城跡は県指定史跡であるとともに、野鳥生息地（「高山城跡及びその周辺の野鳥生息地」）として天然記念物にも指定されている。
高山市天性寺町62 　法華寺本堂（県重文）は高山城の一郭を移築したものといわれている。

## 歴代城主
金森家
1. 金森長近
2. 金森可重
3. 金森重頼
4. 金森頼直
5. 金森頼業
6. 金森頼旹

## アクセス

### 鉄道
東海旅客鉄道（JR東海）
- 高山本線：高山駅下車、徒歩約15分